# Taylor Hicks
Taylor Reuben Hicks (sinh 7 tháng 10 năm 1976) là một ca sĩ, nhạc sĩ kiêm nhà sản xuất âm nhạc người Mỹ. Anh là người chiến thắng của cuộc thi American Idol (Mùa 5).